# Rio Palomas
Rio Palomas är ett vattendrag i Brasilien.   Det ligger i delstaten Rio Grande do Sul, i den södra delen av landet, 1 400 km söder om huvudstaden Brasília.
Omgivningarna runt Rio Palomas är en mosaik av jordbruksmark och naturlig växtlighet. Runt Rio Palomas är det ganska glesbefolkat, med 24 invånare per kvadratkilometer.